# Madeleine Grawitz
Madeleine Grawitz, née à Marseille le 10 septembre 1911 et morte à Saint-Didier-au-Mont-d'Or le 23 juin 2008, est une juriste et sociologue française, professeure émérite à l'Université de Paris I, licenciée ès lettres (philosophie), agrégée de droit public, fondatrice et directrice honoraire de l'Institut de formation syndicale de l'Université Lyon II.

## Biographie
Madeleine Grawitz obtient sa licence es lettres (philosophie) à la Faculté des lettres d'Aix-en-Provence en 1930, puis sa licence en droit à la Faculté de droit d'Aix-en-Provence en 1931.
Elle est professeur de sciences politiques à l'Université Paris-1 Panthéon-Sorbonne.

## Parenté
Madeleine Grawitz est l'arrière petite-nièce de Charles Grawitz et la petite-fille de Cyprien Fabre.

## Ouvrages
Certains de ses livres tels que "Lexique des sciences sociales" et "Méthodes des sciences sociales" sont considérés comme des ouvrages de référence.
- "Essai sur la profession d'employée de maison et les conditions de son relèvement" (1950)
- "Méthodes des sciences sociales" (avec Roger Pinto, Dalloz , 1964-2001, 11 éditions)
- "L'Abstentionnisme des hommes et des femmes aux référendums d'avril et d'octobre 1962 dans cinq bureaux de vote de Lyon" (Presses universitaires de France , 1965)
- "Réflexions sur les sondages d'opinion" (Dalloz , 1965)
- "Hélène ou la Joie de vivre" (sous le pseudonyme de Madeleine Gray, avec André Roussin, Livre de poche, 1966)
- "Cours d'institutions internationales" (1967)
- "Institutions internationales" (1968)
- "Henri de Man et la psychologie sociale" (Droz, 1974)
- "Lexique des sciences sociales" (Dalloz , 1981-2004, 8 éditions)
- "Traité de science politique, L'Action politique" (avec Jean Leca, Presses universitaires de France , 1985)
- "Traité de science politique Tome 2, Les Régimes politiques contemporains" (avec Jean Leca, Presses universitaires de France , 1985)
- "Traité de science politique Tome 3, L'Action politique" (avec Jean Leca, Presses universitaires de France , 1985)
- "Traité de science politique 4, Les Politiques publiques" (avec Jean Leca, Presses universitaires de France , 1985)
- "Bakounine" (Plon , 1990)
- "Bakounine : biographie" (2000)
- "Élèves et enseignants face à l'instruction civique" (Bordas, 1980)
- "Enquête sur l'instruction civique dans les classes de 2e, 1e et terminale en France en 1974-1975 Tome 1, Les enseignants" (Université de Paris I-Panthéon-Sorbonne)
- "Enquête sur l'instruction civique dans les classes de 2e, 1e et terminale en France en 1974-1975 Tome 2, les lycéens" (Université de Paris I-Panthéon-Sorbonne)
- "Le Referendum de septembre et les élections de novembre 1958 : La psychologie des candidats. Résultats d'une enquête menée à Lyon" (A. Colin)
- "De l'utilisation en droit de notions sociologiques : rapport présenté à la commission de sociologie juridique"
- "Un domaine à vocation pluridisciplinaire : les documents personnels, biographies, autobiographies et récits de vie"
- "À propos du film "Harold et Maude""
- "Léon Blum"

## Sources
- Études dédiées à Madeleine Grawitz : liber amicorum, Paris, Dalloz , 1982
- Dictionnaire des hommes de théâtre français contemporains : auteurs, compositeurs, choréateurs, Perrin, 1967
- Sociologie, recherches en cours, CNRS, 1976
- Répertoire national des chercheurs : sciences sociales et humaines, volumes 1 à 3, La Documentation française, 1969